# Џулијан Макман
Џулијан Дејна Вилијам Макман (енгл. Julian Dana William McMahon /ˈdʒuːliən məkˈmɑːn/; Сиднеј, 27. јул 1968 — Клирвотер, 2. јул 2025) био је аустралијски глумац. Син је бившег аустралијског премијера Вилијама Макмана. Он је ирског порекла преко свог оца.

## Биографија
Макман се родио у Сиднеју, Нови Јужни Велс, Аустралија. Похађао је Сиднејску гимназију, приватну школу за дечаке. Као дете је сањао да буде војни кадет и да игра рагби. Накратко је студирао права на Универзитету у Сиднеју и економију на Универзитету у Вулонгонгу. Оженио се и развео по два пута, прво накратко са аустралијском певачицом Дени Миног, а касније са америчком глумицом Брук Бернс са којом има ћерку Медисон.
Паралелно са каријером модела, Макман је рано почео са глумачком каријером у сапуници Home and Away. Појавио се у споту Дени Миног за песму This is It. Почетком 1990-их, Макман се борио да добије радну дозволу за Сједињене Државе и као резултат тога је пропустио неколико улога. Његова прва улога на америчкој телевизији била је у сапуници Another World где је тумачио лик Ијана Рејна од 1993. до 1995.
Номинован је за Златни глобус у категорији „Најбољи глумац у телевизијској серији - драми“ 2005. за улогу Кристијана Троја у серији Режи ме (Nip/Tuck). Такође је играо доктора Мајкла Волша у филму Magenta 1996, Мика Дулија у "Wet and Wild Summer!" односно "Exchange Lifeguards" 1992, шерифа Хејса у "In Quiet Night" односно "You Belong to Me Forever" 1998, Џорџа Симијана у филму "Chasing Sleep" 2000,, Дејвида Камерона у ТВ-филму "Another World" 2001. и суперзликовца Доктора Дума у филму Фантастична четворка, адаптацији истоимене серије стрипова снимљеној 2005.
Од 1996. до 2000. глумио је у све четири сезоне NBC-ове драмске серије Профајлер као агент Џон Грант. Тумачио је и лик Кола Тарнера у серији америчке ТВ станице WB, Чари. 2018. године, Макман се вратио у Аустралију да би снимио Swinging Safari у Квинсленду, заједно са Гајем Пирсом, Кајли Миног, и др. Од 2020. до 2022, Макман је глумио Џеса ЛаКроа више од две сезоне у криминалистичкој драми: FBI: Most Wanted. Изјавио је да је, када је добио сценарио за серију знао да мора да игра тај лик. Последња епизода емитована је 8. марта 2022. године. Већина Макманових улога били су негативци или поремећени ликови за које каже да га привлаче.

## Филмографија
| Улоге Џулијана Макмана |                                             |               |                              |          |
| Година                 | Српски назив                                | Изворни назив | Улога                        | Напомена |
| 1996.                  | Профајлер                                   |               | Џон Грант                    |          |
| 2000-2003, гост 2005   | Чари                                        |               | Кол Тарнер                   |          |
| 2000.                  |                                             |               | Џорџ                         |          |
| 2003-2010              | Режи ме                                     |               | Кристијан Трој               |          |
| 2005.                  | Фантастична четворка                        |               | Виктор Вон Дум               |          |
| 2007.                  | Предосећај                                  |               | Џим Хансон                   |          |
| 2007.                  |                                             |               | Дерек Плато ()               |          |
| 2007.                  | Фантастична четворка: Успон Сребрног Летача |               | Виктор Вон Дум               |          |
| 2007.                  |                                             |               | Хач                          |          |
| 2010.                  | Ред                                         |               | потпредседник Роберт Стентон |          |